# Anaplectella mjoebergi
Anaplectella mjoebergi är en kackerlacksart som beskrevs av Hanitsch 1929. Anaplectella mjoebergi ingår i släktet Anaplectella och familjen småkackerlackor. Inga underarter finns listade i Catalogue of Life.